# Anna Branting

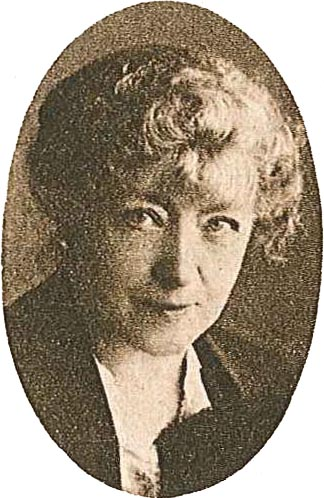
Anna Branting på 1910-talet.

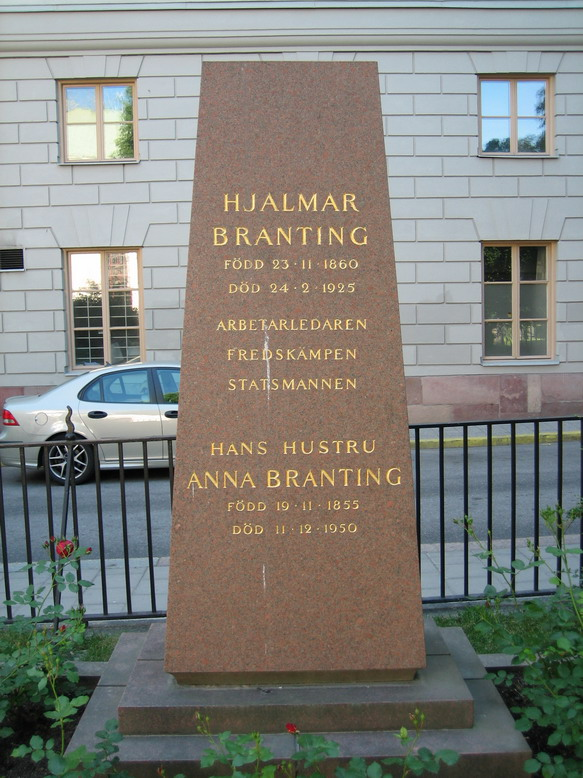
Anna och Hjalmar Brantings grav på Adolf Fredriks kyrkogård, Stockholm.

Anna Matilda Charlotta Branting, född Jäderin den 19 november 1855 i Stockholm, död 11 december 1950 i Gustav Vasa församling i Stockholm, var en svensk författare, som ibland skrev under pseudonymen René.

## Biografi
Anna Branting gick i Statens normalskola i Stockholm. Efter skolan var hon först medarbetare i tidskriften Tiden 1884–1885 och blev sedan teaterrecensent i Social-Demokraten (1886–1892, 1913–1917) och Stockholmstidningen (1892–1909).
Anna Branting var socialdemokrat, men normalt inte politiskt verksam: det väckte därför förvåning när hon 1902 blev en av de socialdemokratiska kvinnor som bidrog till grundandet av Landsföreningen för kvinnans politiska rösträtt (FKPR) tillsammans med Elin Engström och Erika Lindqvist.
Anna Brantings författarskap består av tragiska romaner och noveller med äktenskaplig trohet och kvinnans behov av arbete och försörjning som genomgående tema, där ibland döden eller isolering är de enda val som samhället ger kvinnan. Den åskådning som berättelserna återger har anklagats för att vara både brutal och naiv. I romanen Staden (1901) porträtterar hon de båda författarna och vännerna Axel Wallengren och Emil Kléen, som på 1890-talet ofta var gäster i det brantingska hemmet.
Anna Brantings föräldrar var poliskommissarien Erik Jäderin (1804–1876) och Charlotta Holm (1826–1886). Hon var syster till geodeten Edvard Jäderin och en av Svenska Dagbladets grundare, Axel Jäderin. Hon var gift 1877–1883 med löjtnant Gustaf Vilhelm von Kræmer, med vilken hon hade barnen Vera von Kræmer och Henry von Kræmer (1880–1957), och från 1884 med politikern Hjalmar Branting, med vilken hon hade sonen Georg Branting och dottern Sonja Branting-Westerståhl.

### Skönlitteratur
- Lena : en bok om fruntimmer / af René. Stockholm: Bonnier. 1893. Libris k1fdl610hd728srj. https://gupea.ub.gu.se/2077/76358
- Sju martyrer : berättelser från den husliga härden / af René. Stockholm: Bonnier. 1894. Libris 1625681
- Staden : en sedeskildring ur stockholmslifvet. Stockholm: Bonnier. 1901. Libris 1726198. https://litteraturbanken.se/f%C3%B6rfattare/BrantingA/titlar/Staden/sida/5/faksimil?om-boken
  -  Byen : en Samfundsroman / autoriseret Overs. fra Svensk ved Vilhelm Holm. København. 1903. Libris 2577039
- Romresan. Stockholm: Bonnier. 1907. Libris 1612333. https://litteraturbanken.se/f%C3%B6rfattare/BrantingA/titlar/Romresan/sida/5/faksimil?om-boken
- Fåfänglighet. Stockholm: Bonnier. 1910. Libris 1612332. https://litteraturbanken.se/f%C3%B6rfattare/BrantingA/titlar/F%C3%A5f%C3%A4nglighet/sida/5/faksimil?om-boken
- Valérie : roman. Stockholm: Bonnier. 1912. Libris 1631912. https://litteraturbanken.se/f%C3%B6rfattare/BrantingA/titlar/Valerie/sida/5/faksimil?om-boken
- Jungfrun går jägarspår : roman. Stockholm: Bonnier. 1930. Libris 1317836. https://litteraturbanken.se/f%C3%B6rfattare/BrantingA/titlar/JungfrunG%C3%A5rJ%C3%A4garsp%C3%A5r/sida/5/faksimil?om-boken

### Varia
- Kultur och alkohol : några ord i en viktig fråga. Stockholm: Bonnier. 1902. Libris 1726197
- Min långa resa : boken om Hjalmar och mig. Stockholm: Medén. 1945. Libris 859951. https://litteraturbanken.se/f%C3%B6rfattare/BrantingA/titlar/MinL%C3%A5ngaResa/sida/5/faksimil?om-boken
- Mycket min David Sprengel : Anna Brantings brev till David Sprengel / introduktion och kommentarer av Lisbeth Larsson. Stockholm: Atlantis. 2015. Libris 17065320. ISBN 9789173537902